# Hôpital Necker-Enfants malades
L'hôpital Necker-Enfants malades est un centre hospitalier qui constitue depuis 2011 l'un des 12 groupes hospitaliers de l'Assistance publique - Hôpitaux de Paris (AP-HP). Il est situé dans le quartier Necker du 15e arrondissement de Paris. Contrairement aux autres groupes hospitaliers de l'AP-HP, les hôpitaux universitaires Necker-Enfants Malades sont situés sur un unique site géographique.
Ce centre hospitalier dépend de la faculté de médecine Paris Centre d'Université Paris-Cité, comme les autres hôpitaux universitaires du GHU AP-HP Centre Université de Paris (hôpitaux Cochin, Broca, Hôtel-Dieu, hôpital européen Georges-Pompidou et hôpitaux Vaugirard Gabriel-Pallez et Corentin Celton).
Les hôpitaux universitaires Necker-Enfants malades sont un hôpital spécialisé en pédiatrie mais disposent également de services spécialisés pour adultes. Toute la palette des activités de médecine et de chirurgie de l’enfant est présente. 
On y trouve un service d'urgences pédiatriques. Le SAMU de Paris y est hébergé, ainsi qu'une antenne du SMUR.
Hôpital de référence pour un grand nombre de maladies rares et des activités de recours exceptionnel, il accueille près de 20 % de patients venant de province ou de l'étranger.

## Histoire

### Origines

#### Hôpital Necker
L'hôpital Necker est fondé en 1778 par Madame Necker, née Suzanne Curchod, mère de Madame de Staël et épouse de Jacques Necker, Directeur général des finances (ministre des Finances) de Louis XVI, après une décision personnelle du roi. Sous le nom d'« Hospice de charité des  paroisses de Saint-Sulpice et du Gros Caillou », il prend place dans les bâtiments du couvent des Bénédictines Notre-Dame-de-Liesse. Il prendra le nom d'hôpital Necker en 1802. Cet hôpital de 120 lits soigne les malades « avec toutes les attentions et la plus tendre humanité » en n'en couchant qu'un seul par lit (et non jusqu'à 5 ou 6).

#### Hôpital des Enfants malades
L'Hôpital des Enfants malades est une création du Conseil général des hospices, instauré en janvier 1801 pour gérer l'ensemble des structures sanitaires et sociales de Paris. Dans le but de réorganiser les secours hospitaliers, le Conseil propose une classification nouvelle fondée sur la distinction entre « hôpitaux communs » et « hôpitaux spéciaux ». Il annonce en décembre 1801 la création d'un établissement « pour les enfants des deux sexes âgés de moins de quinze ans » (arrêté du 4 décembre 1801). L'hôpital des Enfants malades est officialisé par l'arrêté du 18 floréal an 10 (8 mai 1802) et ouvre au mois de juin 1802 sur l'emplacement de la Maison de l'Enfant Jésus, orphelinat-hôpital.
Fort de 250 lits, il s'agit du premier hôpital pédiatrique au monde. Avec son jardin, il occupe cinq hectares entre les rues de Sèvres et de Vaugirard. Les enfants sont répartis selon leurs maladies et leur sexe, dans de grandes salles de 30 à 40 lits. Ils disposent de promenoirs distincts, plantés de tilleuls. L'hygiène est respectée. Les convalescents et les enfants affectés de petite vérole sont hospitalisés dans des bâtiments à part. Le personnel de l'hôpital comprend alors deux médecins, un chirurgien, un pharmacien et huit élèves, six surveillantes et trente-trois infirmières.
Le regroupement des enfants favorise l'étude des maladies pédiatriques. Le nombre de lits dépasse six cents en 1850. Jean-Louis Baudelocque, Jacques-Joseph Grancher, Bernard-Jean Antonin Marfan y pratiquent.

### Évolution

#### Réunion

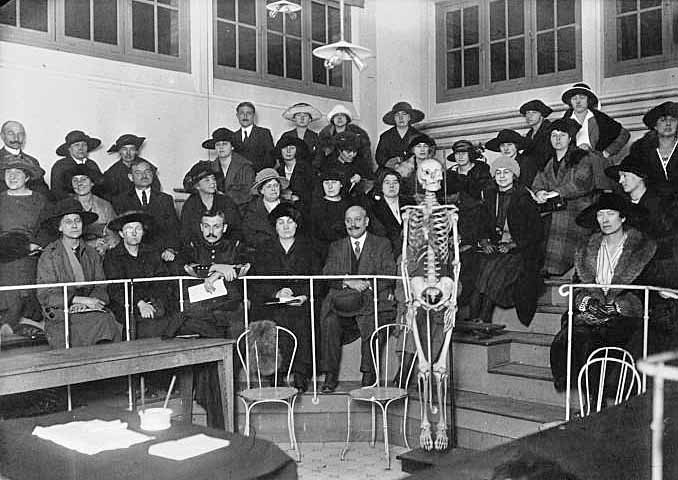
Salle de cours en 1921.

Les deux hôpitaux contigus sont réunis dans les années 1920, conservant leurs spécificités propres (adultes - enfants). Les bâtiments sont en partie reconstruits en 1966 par l'architecte André Wogenscky, disciple de Le Corbusier.
Reconnaissants pour la qualité des soins donnés à leur fils par le professeur Le Mée, le couple de philanthropes George et Florence Blumenthal font un don important à l'hôpital Necker en 1925 pour la construction d'un nouveau bâtiment d'ORL. Le pavillon Blumenthal est construit en 1926, puis surélevé en 1936. Ce sera pendant longtemps le pavillon le plus moderne et le plus accueillant de l'hôpital Necker-Enfants malades. Dédié principalement à la consultation ORL, c'est un centre d'urgence très novateur pour l'époque, spécialisé dans l'extraction de corps étrangers et fonctionnant 24 heures sur 24, comme le Children's Hospital of Philadelphia (en) aux États-Unis. Il est situé 146 rue de Vaugirard (15e arrondissement de Paris).
En 1987, le peintre Keith Haring décore la tour de l'escalier de secours de la clinique chirurgicale, située dans la cour de l'hôpital Necker.

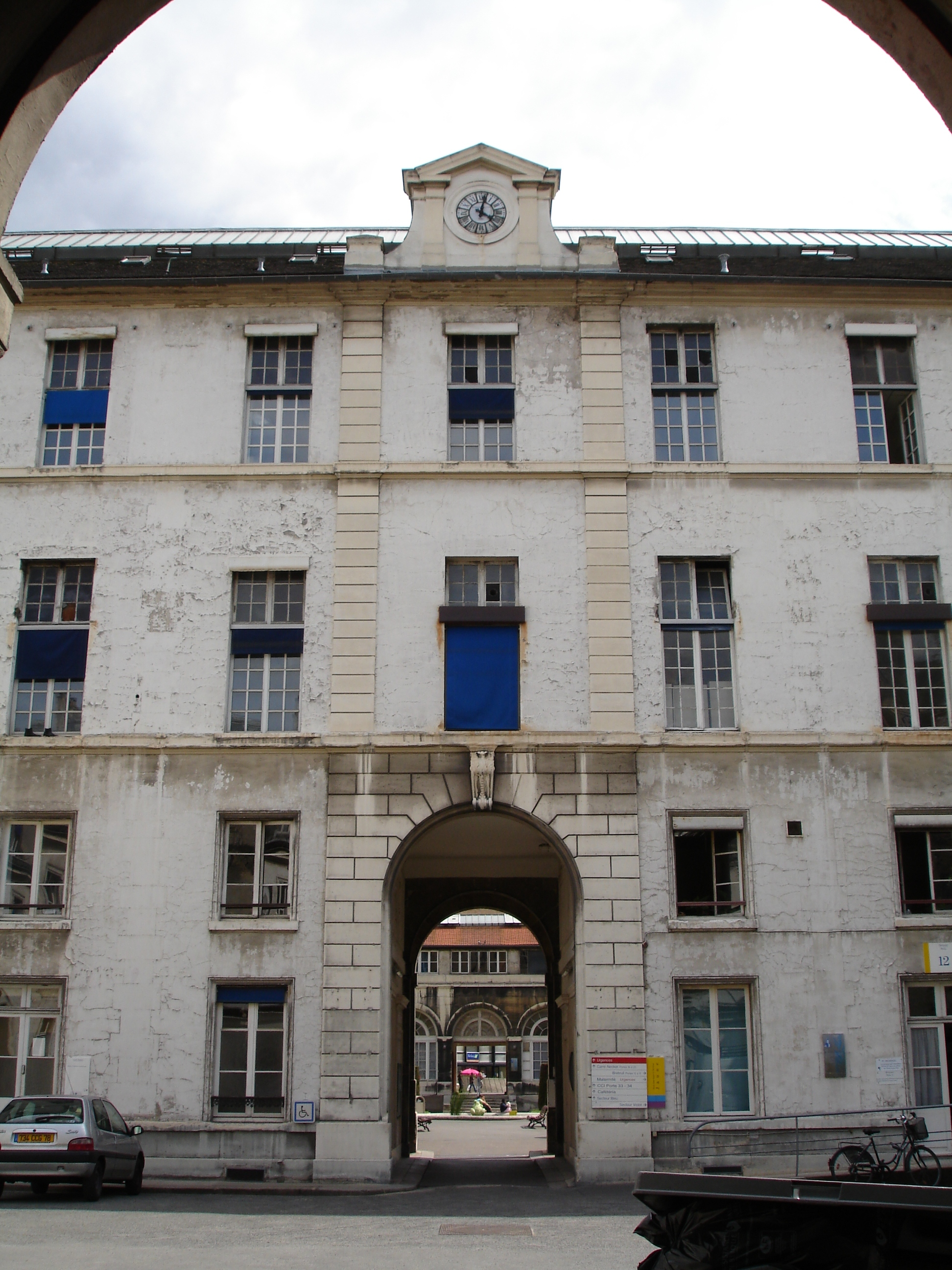
Vieux bâtiments.
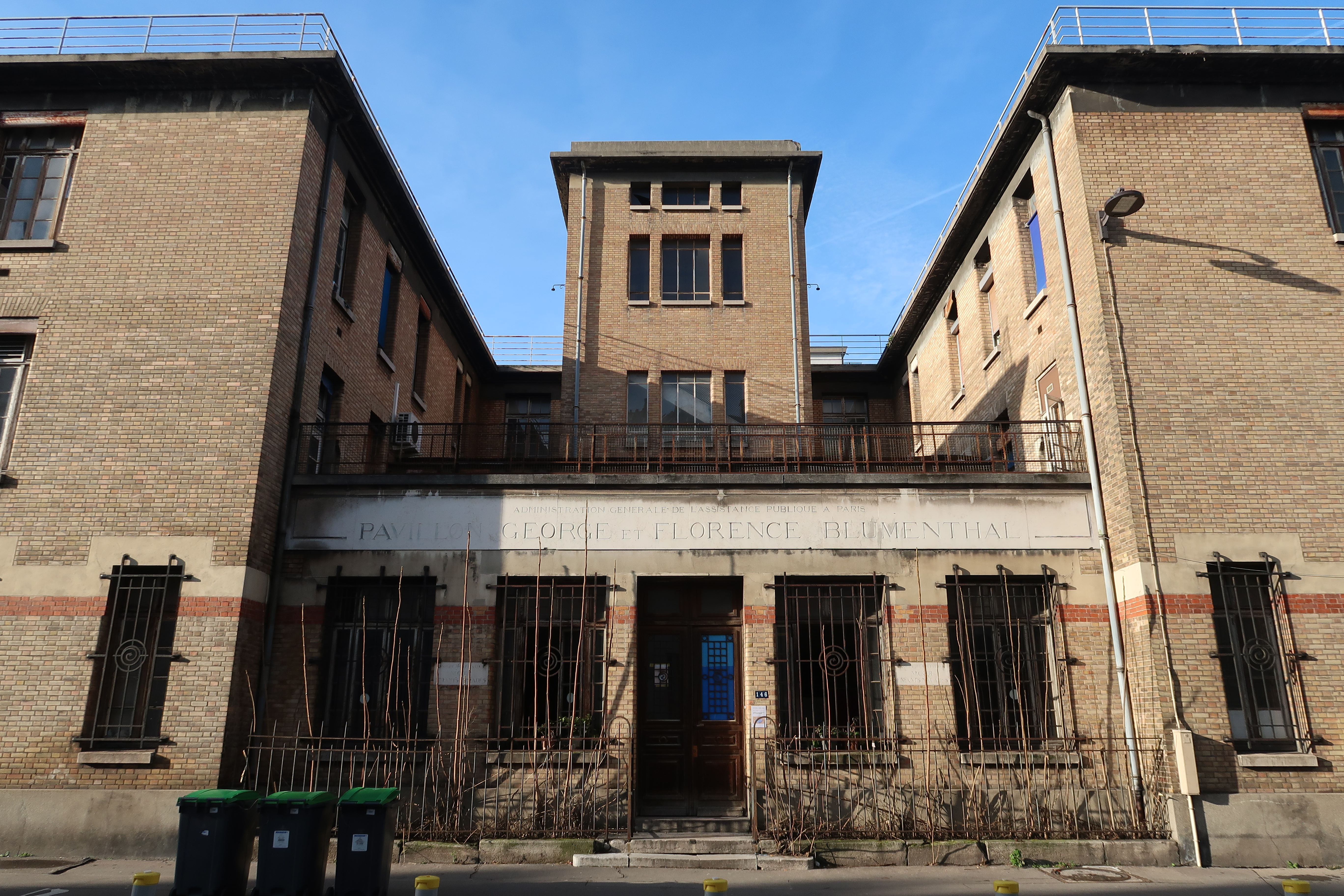
Pavillon Blumenthal.

#### Création du bâtiment Laennec
En 2008, l'hôpital des Enfants-malades change radicalement avec la démolition de plusieurs bâtiments qui sont remplacés par le bâtiment Laennec qui regroupe le pôle mère-enfant : maternité, néonatalogie, réanimations, urgences, activités chirurgicales, et ce sur 55 000 m2. À terme, ce bâtiment permettra de regrouper, à Necker, la pédiatrie de l'hôpital Saint-Vincent-de-Paul et l'Institut de puériculture de Paris.
Cependant le projet, qui nécessite la démolition de bâtiments des XVIIe et XVIIIe siècles (dont un hôtel particulier) rencontre l'opposition de riverains et de défenseurs du patrimoine.
Cette construction est partie intégrante d'un projet de rénovation de l'ensemble de l'hôpital avec la construction d'un bâtiment consacré aux maladies génétiques (recherche et traitement) ; le pôle adultes sera composé de deux entités : uro-néphro-transplantation rénale d'une part et hémato-immuno-infectiologie (comprenant la médecine adulte) d'autre part.
En 2009, le nouveau bâtiment Laennec sort de terre à l'angle de la rue de Sèvres et du boulevard du Montparnasse. La création de ces 450 nouveaux lits mère-enfants coûte alors 180 millions d'euros. Il est prévu pour être opérationnel en 2012.
La fermeture de l'Hôpital Saint-Vincent-de-Paul s'accompagne d'un transfert de services et personnel en 2010.
Le bâtiment Laennec, pôle Mère-Enfants, est ouvert en 2013.

## Découvertes, premières et innovations

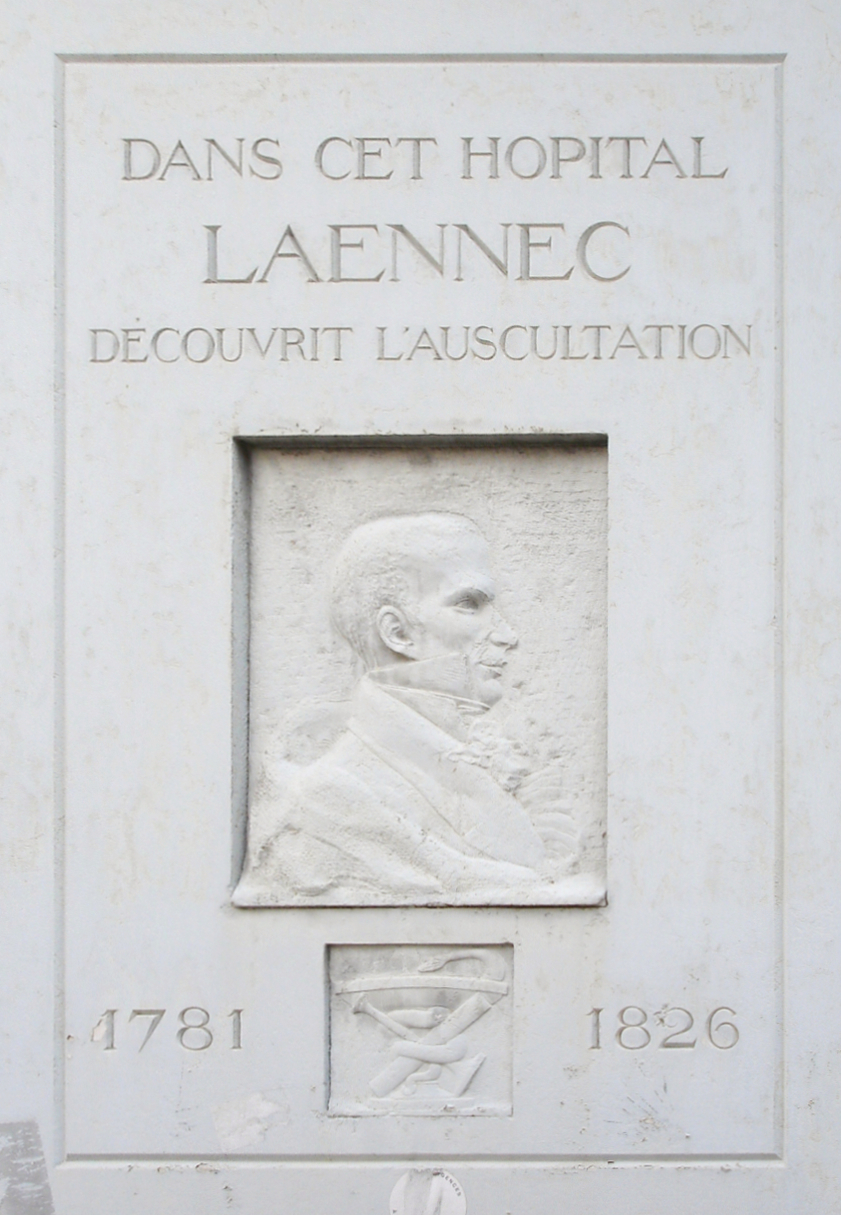
Mémorial en l'honneur de Laennec, hôpital Necker.

- Laennec y invente le stéthoscope en 1816.
- Le 4 décembre 1859, Eugène Azam, Paul Broca et Eugène Follin y pratiquent l'opération d'une tumeur anale sous anesthésie hypnotique selon la méthode de James Braid. L'opération, très douloureuse par nature, se passe sans que la patiente ne donne aucun signe de douleur. Le chirurgien Alfred Velpeau rend compte de cette intervention devant l'Académie des sciences, le 5 décembre 1859.
- En 1893-1894, Auguste Chaillou et Louis Martin appliquent avec succès le sérum antidiphtérique qu'ils ont mis au point à l'Institut Pasteur sous la direction d'Émile Roux à 300 enfants de l'Hôpital des Enfants-Malades. Auguste Chaillou prend la direction du service de la diphtérie de l'hôpital en 1894.
- En 1952, Jean Hamburger, Gabriel Richet et Louis Michon y réalisent la première greffe d'organe en France, une transplantation rénale.
- En 1972, Claude Griscelli et son équipe réalisent la première greffe de moelle osseuse d'un déficit immunitaire héréditaire sévère (bébés bulles).
- En 1978, Claude Griscelli et Pruniéras décrivent une nouvelle maladie : déficit immunitaire et albinisme partiel appelé « syndrome de Griscelli ».
- En 1984, Étienne Vilmer, Claude Griscelli et al. décrivent le premier enfant atteint de SIDA par transmission du virus de la mère à l'enfant[4]
- En 1999, Alain Fischer et Marina Cavazzana-Calvo y réalisent la première thérapie génique au monde[réf. souhaitée].
- Avril 2000 : 1er succès mondial d’une thérapie génique dans le traitement du déficit immunitaire héréditaire. Guérison de plusieurs bébés bulles (professeurs Cavazzana-Calvo et Fischer).
- Mai 2000 : un vaccin thérapeutique contre les formes graves d’infection par l’hépatite B mis au point par une équipe de l’hôpital est testé pour la première fois en France (Pr Berthelot).
- Septembre 2000 : 1re mondiale en cardiologie pédiatrique avec l’implantation sans geste chirurgical d’un stent équipé d’une prothèse valvulaire biologique (Pr Kachaner).
- Novembre 2000 : 1re naissance après un diagnostic préimplantatoire (DPI) en collaboration avec l’hôpital Antoine-Béclère (Pr Dumez).
- Janvier 2002 : mise au point de la première méthode de dépistage d’une maladie génétique à partir d’un simple prélèvement sanguin chez la future mère. Puis mise au point d’une technique permettant de repérer les cellules tumorales circulant dans le sang (Pr Paterlini).
- 2006 : mise en évidence de nouvelles mutations responsables du diabète néonatal et d’une nouvelle forme de diabète de type 2 chez l’adulte. Une découverte qui permet de traiter certains diabètes avec des comprimés. (Pr Polak).
- 2022 : première mondiale, embolisation in utero d’une malformation anévrismale de la veine de Galien (malformation cérébrale). Opération réalisée par l’équipe du professeur Olivier Naggara (neuroradiologue interventionnel) et du professeur Yves Ville (gynécologue-obstétricien) en septembre 2022 puis reproduite en collaboration avec l’équipe de professionnels de Necker par un hôpital de Boston.

## Principales activités
Vingt pour cent des patients hospitalisés viennent de l'extérieur de l'Île-de-France et de l'étranger[réf. souhaitée]. L'activité de recours (patients transférés d'un autre hôpital moins spécialisé) est forte : 12 % des hospitalisations contre une moyenne de 2 % pour les CHU français[réf. souhaitée].

### Pédiatrie
L'hôpital représente 30 % de l'activité d'hospitalisation de pédiatrie de l'AP-HP[réf. souhaitée].

#### Maladies génétiques
Une orientation vers les maladies génétiques est donnée aux Enfants-Malades dans les années 1950 par Maurice Lamy, Jean Frézal et Pierre Maroteaux qui savent rassembler un grand nombre de cohortes de maladies génétiques bien caractérisées et répertoriées.
En 2007, l'Institut des maladies génétiques Imagine est également créé sur le site de l'hôpital Necker-Enfants malades.

#### Maladies rares
L'hôpital Necker-Enfants malades compte trente-deux centres de maladies rares labellisées dans le cadre du plan maladies rares.
Il coordonne quinze centres de référence de maladies rares (« centre coordonnateur »)[source insuffisante] :
- centre de référence des arthrites juvéniles ;
- centre de référence des maladies mitochondriales (Carammel) ;
- centre de référence des déficits immunitaires héréditaires (Ceredih) ;
- centre de référence des mastocytoses (Ceremast) ;
- centre de référence des dysostoses craniofaciales (malformations crâniofaciales de l'enfant) ;
- centre de référence des épilepsies rares ;
- centre de référence des maladies neuromusculaires ;
- centre de référence des maladies génétiques à expression cutanée (génodermatoses) (Magec) ;
- centre de référence des maladies héréditaires du métabolisme ;
- maladies rares en ophtalmologie ;
- malformations cardiaques ;
- MaRDI : Maladies rares digestives intestinales ;
- centre de référence des maladies rares digestives intestinales ;
- centre de référence des malformations ano-rectales et pelviennes rares (Marep) ;
- centre de référence des maladies rénales héréditaires de l’enfant et de l’adulte (Marhea) ;
- maladies osseuses constitutionnelles (Moc) ;
- pathologies gynécologiques médico-chirurgicales rares ;
- syndrome de transfusion fœto-fœtale (transfuseur/transfusé) (STT) ;
- syndrome de Bourneville ;
- syndromes de Pierre Robin et des troubles de succion / déglutition congénitaux ;

Il est également centre associé pour 15 autres maladies rares[réf. souhaitée] :
- amyloses ;
- anomalies embryonnaires ;
- cytopénies autoimmunes de l'adulte ;
- déficiences mentales ;
- syndrome d'Evans ;
- hémophilie et autres maladies hémorragiques constitutionnelles ;
- maladies de la croissance ;
- maladies neuromusculaires ;
- maladies respiratoires rares ;
- neurofibromatoses ;
- syndrome de Prader-Willi ;
- syndrome d'Ondine ;
- syndrome drépanocytaire (drépanocytose) ;
- syndrome néphrotique idiopathique ;
- syndrome d'Ehlers-Danlos.

### Chirurgie pédiatrique
L'hôpital représente 44 % de l'activité d'hospitalisation de chirurgie pédiatrique de l'AP-HP. Il est le seul centre d'accueil des urgences neurochirurgicales et ORL pédiatriques de la région Île-de-France. Toutes les spécialités chirurgicales sont disponibles sur ce site. Une équipe multidisciplinaire spécialisée a été mise en place depuis une vingtaine d'années pour prendre en charge les enfants polytraumatisés dans une structure de type "trauma center" régional.

### Maladies du rein et du système urinaire
L'hôpital Necker a joué un rôle clef dans l'histoire de l'urologie française.
- Jean Civiale y invente les principes de la lithotritie (endocorporelle) présentée devant l'Académie de Médecine en 1823.
- Félix Guyon, considéré par beaucoup comme le père de l'urologie française, lui succède à la tête du service (chaire d'urologie) en 1867.
- En décembre 1952, l'équipe de Louis Michon, en collaboration avec Jean Hamburger (néphrologue) y réalise la première transplantation rénale européenne, et la première allo-transplantation rénale mondiale (quelques mois après la transplantation entre jumeaux réalisée par l'équipe de Murray à Boston, MA, USA).
- À la suite de Louis Michon se succèdent à la tête du service d'urologie de Necker Roger Couvelaire, Jacob Cuckier, Bertrand Dufour, Arnaud Méjean.

### Hématologie et immunologie
Responsable : Pr Hermine

## Organisation en pôles
L'activité médicale de l'hôpital Necker-Enfants malades est organisée en sept pôles :
- Pôle 1 - Pédiatrie générale et multidisciplinaire : pédiatrie générale, pneumo-allergologie, dermatologie, métabolisme, neurologie, endocrinologie pédiatrique et gynécologique de l’enfant et l’adolescente, diabétologie, génétique médicale, pédopsychiatrie, immunologie et hématologie (UIH) (Pr Pierre Scheinmann)
- Pôle 2 - médico-chirurgical pédiatrique : néphrologie, chirurgie viscérale (Pr Révillon), chirurgie orthopédique (Pr Glorion) et traumatologie, neurochirurgie (Pr Saint-Rose), ORL, gastro-entérologie pédiatrique et nutrition, chirurgie maxillo-faciale, stomatologie (Pr Yann Révillon) ;
- Pôle 3 - périnatalogie et cardiologie pédiatrique : cardiologie, obstétrique, chirurgie cardiaque (Pr Pascal Vouhé) ;
- Pôle 4 - imagerie : radiologie pédiatrique, radiologie adultes (Pr Francis Brunelle) ;
- Pôle 5 - biologie et produits de santé : immunologie biologique, pathologie, Biochimie métabolique, biochimie générale, génétique médicale, hématologie biologique, bactériologie, virologie, parasitologie et hygiène, histologie-embryologie-cytogénétique, pharmacie, chambre mortuaire (Pr Michel Vekemans) ;
- Pôle 6 - adulte : Hématologie, urologie, néphrologie transplantation, maladies infectieuses, néphrologie dialyse, biothérapie, ophtalmologie (Pr Nicolas Thiounn) ;
- Pôle 7 - réanimations, urgences et anesthésies : anesthésie, réanimation, urgences, réanimation polyvalente médicochirurgicale pédiatrique et néonatale (Pr Gérard Chéron).

## Une activité de recherche
L'institut fédératif de recherche Necker-Enfants malades (IRNEM) compte environ 960 scientifiques (592 équivalents temps plein : ETP), cliniciens, chercheurs en formation, ingénieurs, techniciens et administratifs. EN 2010-2011, 431 protocoles de recherche sont en cours.
Il regroupe quatorze unités de recherche (INSERM, Université Paris-Cité et CNRS) et sept pôles hospitaliers actifs dans la recherche biomédicale fondamentale et clinique.

### Principaux domaines de recherche
Les domaines principaux de recherche de l'IRNEM sont l'immunologie et l’hématologie, la génétique, la biologie cellulaire, la physiologie et l'infectiologie.

### Immunologie
En immunologie, des groupes de recherche sont issus des unites cliniques spécialisées dans les maladies rénales, la transplantation et l’immunodéficience. La recherche en immunologie y est très influencée par des préoccupations cliniques : contrôle des maladies infectieuses, autoimmunité et transplantation.

### Hématologie
La recherche en hématologie est centrée sur l’érythropoièse normale, la leucémie lymphoïde (transformation par le virus HTLV1), le rôle de la neurophilin dans la migration des cellules lymphoïdes, et les relations entre la différenciation lymphoïde et la transformation maligne leucémique.

### Génétique
La génétique humaine est un autre domaine majeur de recherche à l'hôpital Necker-Enfants malades. Un certain nombre d’unités de recherche étudient les mécanismes génétiques et moléculaires des maladies héréditaires de l’enfant. À l’instar de l’immunologie, l’activité de recherche est ancrée dans les activités cliniques de l’hôpital Necker-Enfants malades. En effet, les maladies génétiques de l’enfant représentent une activité majeure de soins dans cet hôpital. Ce sont des maladies génétiques du développement, du cerveau, de l'œil, du muscle, du rein, de la moelle osseuse et du système immunitaire, du cœur, de l’intestin, de la peau, du métabolisme et du foie. La génétique médicale au sens large s’est regroupée dans un projet ambitieux pour développer un Institut des Malades Génétiques (Projet IMAGINE et Fondation IMAGINE).

### Biologie cellulaire et physiologie
La recherche en biologie cellulaire est consacrée à l’étude des mécanismes fondamentaux et généraux du vivant ainsi que des mécanismes spécifiques à certains types de cellules. Comme les autres domaines de recherche à Necker, la biologie cellulaire est étroitement liée aux pathologies soignées dans les services cliniques de l’hôpital Necker. La biologie cellulaire permet d’approfondir la compréhension cellulaire et intégrative des états pathologiques. L'IRNEM a soutenu le développement de plateaux techniques importants en biologie cellulaire tels que : l’imagerie cellulaire, la vidéomicroscopie in vivo, la protéomique, et le phénotypage de modèles animaux des maladies humaines. Neuf unités impliquées dans la recherche en biologie cellulaire ont créé le Centre de recherche « Croissance et signalisation » en 2007.

### Infectiologie
Les maladies infectieuses sont un problème majeur de santé publique. De nouveaux agents pathogènes émergent constamment, de vieilles maladies resurgissent et les résistances aux traitements antibiotiques et antiviraux augmentent. Des équipes de recherche à Necker sont impliquées dans deux aspects de l’infectiologie : la bactériologie et la virologie. La recherche est centrée sur la physiopathologie et la prédisposition génétique des infections humaines visant la compréhension de la base moléculaire de l’adaptabilité des microorganismes et leurs hôtes au cours de l’évolution des maladies infectieuses.

## Faits et chiffres
- 350 000 consultations chaque année
- 71 000 admissions par an dont la moitié en hôpital de jour
- 82 000 urgences par an
- 1 000 médecins, chirurgiens et biologistes
- 3 300 personnels paramédicaux, logistiques, administratifs et ouvriers
- 17 % des patients viennent de province ou de l'étranger
- 2 IRM / 1 Scanner dans le service de radiologie pédiatrique
- 1 salle EOS dans le service de radiologie pédiatrique

## Accès
L'hôpital possède trois entrées. L'entrée principale est située sur la rue de Sèvres au numéro 149 accessible par les lignes 10 et 13 à la station Duroc et 6 à la station Sèvres - Lecourbe. Une autre entrée se situe sur la rue de Vaugirard accessible par les lignes 6 et 12 à la station Pasteur et enfin la dernière située rue du Cherche-Midi accessible par la ligne 12 à la station Falguière.